# Hypericum cardonae
Hypericum cardonae är en johannesörtsväxtart som beskrevs av José Cuatrecasas. Hypericum cardonae ingår i släktet johannesörter, och familjen johannesörtsväxter. Inga underarter finns listade i Catalogue of Life.